# Stictoptera kebeae
Stictoptera kebeae là một loài bướm đêm trong họ Noctuidae.